# Román Berezovski
Román Anatólievich Berezovski (en armenio: Ռոման Բերեզովսկի, en ruso: Роман Анатольевич Березовский (Ereván, RSS de Armenia; 5 de agosto de 1974) es un exfutbolista armenio que jugaba como guardameta. 

## Selección nacional
Roman participó en 94 partidos internacionales desde su debut en la clasificación para el Mundial 1998 contra Portugal el 31 de agosto de 1996. Berezovsky tiene el récord de más partidos como jugador de Armenia después de Sargis Hovsepyan.

## Clubes
Roman también fue elegido como el mejor portero de Rusia en la década de 1990 y es considerado como el mejor guardameta de Armenia de la historia. Sus actuaciones estables con la selección de Armenia le hicieron el favorito de los aficionados. Él es también el poseedor del récord actual de paradas durante penalti en el campeonato de Rusia / URSS con 14 paradas hechas.

## Logros
Zenit St. Petersburgo
- ' Copa de Rusia: 1'

 1998/99
 FC Khimki
- ' Copa de Rusia: 1'

2004/05 (subcampeón)
- 'Primera División de Rusia: 1'

2006